# ادینگ
ادینگ (انگلیسی: Edding) شرکت مهندسی آلمانی است، که در سال ۱۹۶۰ تأسیس شد.